# Kunova Teplica
Kunova Teplica este o comună slovacă, aflată în districtul Rožňava din regiunea Košice. Localitatea se află la altitudinea de 256 m deasupra n.m., se întinde pe o suprafață de 8,41 km2 și în 2017 număra 707 locuitori.

## Istoric
Localitatea Kunova Teplica este atestată documentar din 1243.

## Demografie
| An:                | 1994 | 2004   | 2014   | 2024   |
| ------------------ | ---- | ------ | ------ | ------ |
| Număr de persoane: | 680  | 638    | 687    | 709    |
| Diferență:         |      | −6,17% | +7,68% | +3,20% |

| An:                | 2023 | 2024   |
| ------------------ | ---- | ------ |
| Număr de persoane: | 715  | 709    |
| Diferență:         |      | −0,83% |